# Antocha styx
Antocha styx är en tvåvingeart som beskrevs av Alexander 1930. Antocha styx ingår i släktet Antocha och familjen småharkrankar.
Artens utbredningsområde är Taiwan. Inga underarter finns listade i Catalogue of Life.